# Радиксоїд
Радиксоїд  (від лат. radix ‘корінь’ + гр. οιδα ‘уподібнюватися’) — зв'язаний корінь, корінь, що, на відміну від вільного кореня, не може вживатися без словотворчих афіксів.
З морфологічної погляду радиксоїди можуть бути як в препозиції (як префікс чи перший корінь), так і в постпозиції (як корінь).
З семантичної думки такий тип кореневої морфеми має розмите лексичне значення, яка прояснюється тільки в поєднанні з афіксами (чи іншими коренями в полікореневих словах).
З дериваційної думки нині продуктивними радиксоїдами є іншомовні запозичення (євро-, аеро-, бліц etc.)
Поняття радянської школи мовознавства, термін «радиксоїд» введений Олександром Реформатським, «зв'язаний корінь» («зв'язана основа») — Григорієм Винокуром.
Радиксоїд, що існує в сполученні тільки з одним афіксом, називається унірадиксоїдом (акваланг).